# Chancenay
Chancenay település Franciaországban, Haute-Marne megyében. Lakosainak száma 1013 fő (2022. január 1.). Chancenay Saint-Dizier, Ancerville, Baudonvilliers, Sommelonne, Trois-Fontaines-l’Abbaye és Bettancourt-la-Ferrée községekkel határos.

## Népesség
A település népességének változása:
| Lakosok száma | 563  | 976  | 1183 | 1019 | 1055 | 1088 | 1087 | 1045 | 1024 | 1013 |
|               | 1968 | 1982 | 1990 | 2006 | 2013 | 2015 | 2017 | 2019 | 2020 | 2022 |